# Sinarachna
Sinarachna (лат.) — род мелких перепончатокрылых наездников подсемейства Pimplinae (=Ephialtinae, триба Ephialtini) из семейства Ichneumonidae (Hymenoptera).

## Распространение
Северное полушарие.

## Описание
Мелкого и среднего размера перепончатокрылые насекомые. Длина переднего крыла около 1 см. Паразитирует на пауках, главным образом на представителях семейства Araneidae. Личинки наездника развиваются в яйцевых коконах пауков. Вид Sinarachna nigricornis ассоциирован с пауками Araneus diadematus  (Clerck, 1757) и Araneus sturmi  (Hahn, 1831). Вид Sinarachna pallipes ассоциирован с пауками Araneus diadematus, Araneus quadratus  Clerck, 1757, Larinioides cornutus (Clerck, 1757) и пауками рода Araniella. Кроме того, в Италии обнаружена паразитоидная ассоциация между S. pallipes и пауками Araniella cucurbitina (Clerck, 1757), Araniella displicata  (Hentz, 1847), Araniella opisthographa  (Kulczyński, 1905).

## Классификация
Включает 5 видов.
- Sinarachna anomala (Holmgren, 1860)
- Sinarachna ceylonica (Ashmead, 1896)
- Sinarachna nigricornis (Holmgren, 1860)
- Sinarachna pallipes (Holmgren, 1860)
- Sinarachna tropica (Morley, 1912)